# Pristimantis boulengeri
Espèce
Synonymes
- Eleutherodactylus boulengeri Lynch, 1981

Statut de conservation UICN

 LC  : Préoccupation mineure
Pristimantis boulengeri est une espèce d'amphibiens de la famille des Craugastoridae.

## Répartition
Cette espèce est endémique de la Colombie. Elle se rencontre dans les départements de Cauca, de Caldas, de Huila, de Quindío, de Tolima et de Valle del Cauca entre 2 540 et 2 920 m d'altitude dans la cordillère Centrale et à 2 520 m sur le Cerro Munchique dans la cordillère Occidentale.

## Description
Les mâles mesurent de 18,6 à 25,6 mm et les femelles de 27,3 à 33,8 mm.

## Étymologie
Cette espèce est nommée en l'honneur de George Albert Boulenger.

## Publication originale
- Lynch, 1981 : Two new species of Eleutherodactylus from western Colombia (Amphibia: Anura: Leptodactylidae). Occasional Papers of the Museum of Zoology University of Michigan, no 697, p. 1-12 (texte intégral).